# Journey into Amazing Caves
Journey into Amazing Caves è la colonna sonora dell'omonimo film Journey into Amazing Caves diretto da Stephen Judson nel 2001.
La colonna sonora è composta da canzoni basate sulle musiche del gruppo The Moody Blues, arrangiate ed eseguite da Steve Wood e Daniel May. Justin Hayward è tra i vari musicisti presenti nel disco. I brani Water e We Can Fly sono eseguiti dai Moody Blues.

## Tracce
1. To Extremes – 4:17
2. Search for Daylight – 4:05
3. Arizona – 5:00
4. Water – 2:45
5. Crystal Chamber – 3:31
6. Blue Cathedral – 3:50
7. Frozen in Time – 4:15
8. Home of the Mayan Gods – 5:00
9. Horizons Turn Inward – 5:25
10. We Can Fly – 4:03

## Formazione
- Justin Hayward: Chitarra/Voce
- John Lodge: Basso/Voce
- Danilo Madonia: Tastiera/Programming
- Daniel May: Tastiera/Arrangiamenti Orchestrali
- Mike Hamilton: Chitarra
- Richard Hardy: Woodwinds
- Simon James: Violin/Arrangiamenti
- Carolyn Miller: Voce
- Beth Wood: Voce
- Steve Wood:  Chitarra/Percussioni/Tastiera/Woodwinds